# Nodulisporium indicum
Nodulisporium indicum är en svampart som beskrevs av S.M. Reddy & Bilgrami 1972. Nodulisporium indicum ingår i släktet Nodulisporium och familjen kolkärnsvampar.   Inga underarter finns listade i Catalogue of Life.